# Дагестанцы в Турции
Дагестанцы в Турции (тур. Türkiye'deki Dağıstanlılar) — диаспора дагестанцев с численностью около 200 тыс. человек. Наибольшее значение говорящих на дагестанских языках наблюдается в следующих илах Турции: Сивас, Ялова, Токат, Муш, Мараш, Бурса и Балыкесир. 

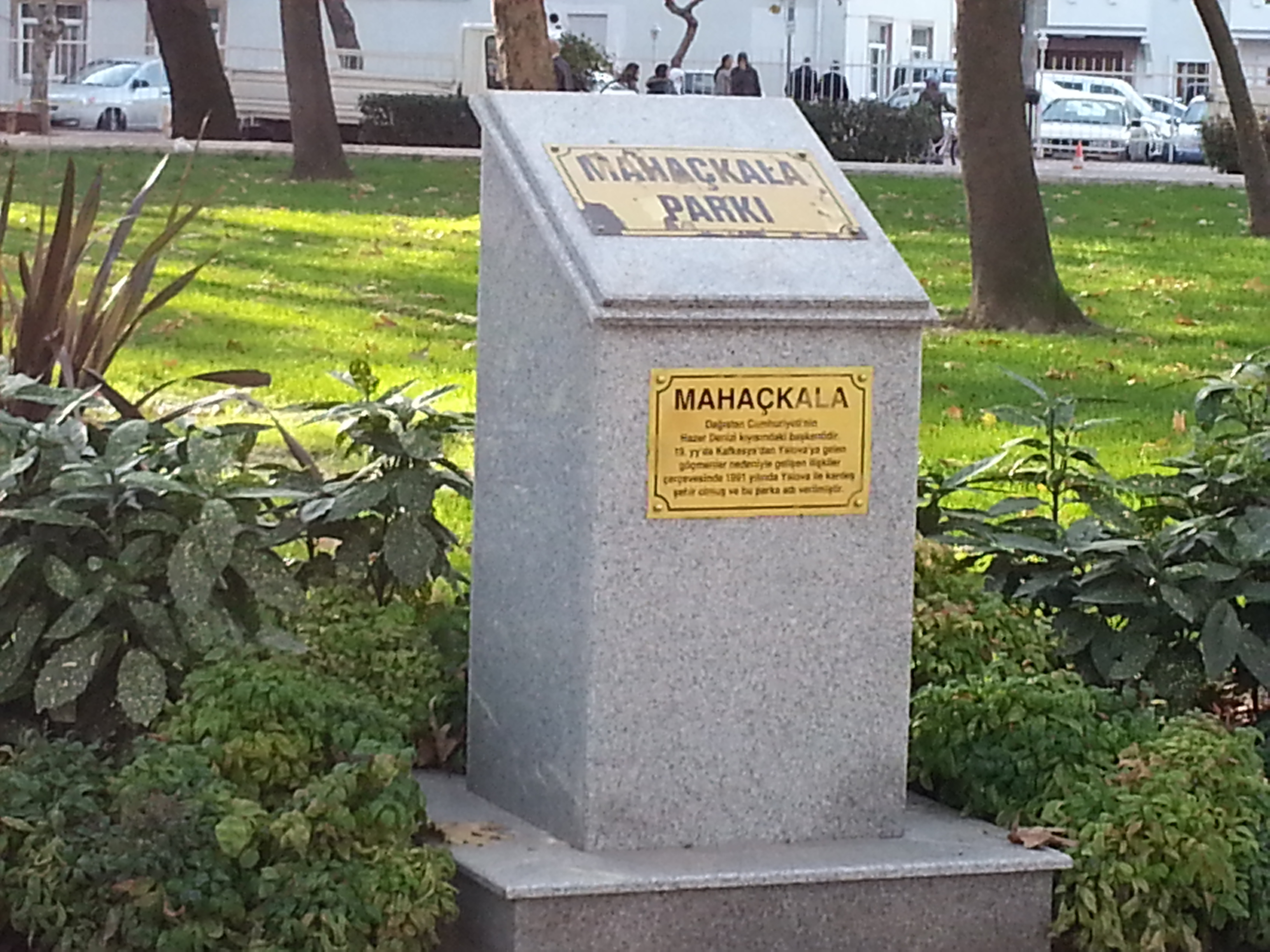
Парк «Махачкала» в турецком городе Ялова

## История
Эмиграционный процесс дагестанских народов в Османскую империю начался в 20-х годах XIX века и закончился эмиграцией уже в Турецкую Республику части военнопленных в ходе ВОВ в 1945-1955 г.г.
Самый пик переселения наблюдалось в 1859-1877 г.г. после пленения имама Шамиля и до восстания 1877 г.

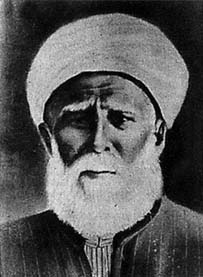
Умар Зия ад-Дин ад-Дагистани, суфийский шейх родом из Дагестана

По сравнению с переселением горцев Северо-Западного Кавказа, где народы этого региона выселялись царским правительством насильно, то представители дагестанских народностей были вынуждены переселяться в связи с политикой, проводившейся царской колониальной системой на Северо-Восточном Кавказе.
В связи с КТО 2013-2017 годов в Турцию прибыли несколько сотен дагестанских семей. Они поселены в основном в Стамбуле, Ялове и Бурсе. Их численность составляет около 2000 человек.

## Расселение
Дагестанские поселения в Турции:
- Адана
  - Кадырлы (кумыки и ногайцы)
  - Сейхан (аварцы)
  - Османие (аварцы)
  - Топрак-кала (аварцы, кумыки и ногайцы)
- Анкара
  - Лезги-Кой (лезгины)
  - Яглыпынар (аварцы и лезгины)
- Анталья
  - Алания (аварцы)
- Ардаган
  - Чилдыр (аварцы, лезгины и лакцы)
  - Дирсекая (аварцы, лезгины и лакцы)
- Балыкесир (аварцы)
  - Кырна (аварцы)
  - Саадие(аварцы)
  - Дагестанлы (аварцы)
  - Бандырма (аварцы)
  - Муратлар (аварцы)
  - Мусакчи (аварцы)
  - Маньяс (аварцы)
  - Чамлык (аварцы)
  - Саидлер (аварцы)
  - Ортаджа (лезгины)
  - Яйла (лезгины)
  - Теледжик Дюнбе (аварцы)
- Бурса
  - Армуткой - аварцы, даргинцы.
  - Миси-Кой - 30 семей лезгин.
  - Гемли. Аланюрт - аварцы.
  - Кошубогазы - 300 семей кумыков и лезгин.
  - Енурже - аварцы.
  - Караджабе - дагестанцы.
  - Эдебали - аварцы.
  - Умуфбей - аварцы, даргинцы.
  - Инегель - 100 семей аварцев.
  - Кемаль-паша - кумыки.
  - Орхан-гази. Еникой - аварцы, даргинцы, кумыки.
- Газиантеп аварцы
- Денизли
  - Помуккале-Ахкой - кумыки.
  - Ногайлар - ногайцы.
- Измир: более 150 семей аварцев, кумыков, лакцев и лезгин.
- Киник, Дагестан-Меджидие - 100 семей лезгин-ахтынцев.
- Карс
  - Ени-Килис - лакцы.
  - Ялнызгам-Енигазилер - лакцы.
  - Хамамлы - лакцы.
  - Сарыкамыш - аварцы, лакцы.
  - Ислам-Сор - аварцы.
  - Гюмык - лакцы.
- Мараш
  - Андырин. Габан - аварцы.
  - Чамурлу - аварцы.
  - Гексун - аварцы, даргинцы.
  - Комор-Ортатепе - аварцы-гумбетовцы.
  - Кахраман - аварцы.
  - Кирачкой - аварцы из селений Сиух, Мехельта, Квенх.
  - Каркачай - около 100 аварских семей.
- Муш
  - Суннат-махаллеси - аварцы.
  - Варто. Авран-Яжгыларкой - аварцы.
  - Тепекой-зораба - аварцы.
  - Акрынар - аварцы.
  - Чалбухур-Багичи - аварцы.
  - Айнан - аварцы.
- Самсун — около 25 семей аварцы и лакцы.
- Сивас
  - Шаркышла. Бурнукара - даргинцы-акушинцы, лакцы.
  - Балкалар - даргинцы, лакцы.
  - Йылдызели. Кадылы - аварцы.
  - Каялыпинар - аварцы.
  - Османие - аварцы-цунтинцы 18 семей.
  - Султание - аварцы-цунтинцы, лакцы, даргинцы.
  - Фындыджак - аварцы, даргинцы.
  - Явукой - 155 семей кумыков.
  - Яглыдере-Ягкой - кумыки.
  - Зара: Османие-кой - аварцы-цунтинцы 25 семей.
  - Акуша-Месжид, Учтепе- аварцы.
  - Селимие - аварцы-цунтинцы 33 семьи.
  - Хафик: Сулеймание - аварцы, кумыки.
- Стамбул: дагестанцы в Бешикташе
- Токат
  - Джиканкой - кумыки, ногайцы.
  - Догань-гойлы - кумыки.
  - Артова. Сулусарай - аварцы.
  - Чермик - аварцы, кумыки, даргинцы.
  - Чирдах - аварцы, даргинцы, кумыки.
  - Зиле. Дербент - лезгины, кумыки.
  - Без-тепе - около 25 семей аварцев.
  - Турхал - аварцы, кумыки.
  - Атакой - кумыки, ногайцы.
  - Асаджик - кумыки.
  - Абейель - лезгины.
  - Замаир - аварцы.
  - Кушотураги - около 75 семей кумыков и ногайцев.
  - Ортакой - кумыки. Учгезен - 60 семей кумыков.
  - Шениюрт - кумыки и ногайцы около 85 семей.
  - Эрбаа. Гюль-Тепе - аварцы, кумыки, даргинцы - около 40 семей.
  - Абайин , Аваджик - аварцы-цунтинцы.
  - Багларбаши - даргинцы.
- Хатай - кумыки.
- Эрзурум:
  - Аваркой, Шенкая. Кафкас - аварцы.
  - Чат. Кючук-Лезги - лезгины, др. дагестанцы.
- Ялова - аварцы, даргинцы, лакцы.
  - Гюней-Кой [Алмалы, Алма-Алан, Рашадие) - около 750 семей аварцев и даргинцев.
  - Эсадие - аварцы.
  - Чифтлик - около 220 семей аварцев.
  - Султание - около 40 семей аварцев, выходцев из сел: Чиркей и Хубар